# Publier ou périr
L'expression « publier ou périr » (traduite de l'anglais « publish or perish ») vise à dénoncer la pression exercée sur les professionnels du milieu académique, en particulier les chercheurs scientifiques, à travers l'obligation, pour avancer dans la carrière, de publier le plus régulièrement possible les résultats de travaux de recherche dans les revues scientifiques. Cette expression cherche notamment à pointer du doigt le manque de prise en compte d'autres aspects du travail académique, comme la production de prépublications ou l'organisation et la conduite des enseignements, la quantité de publications étant considérée, dans le cadre de l'évaluation, comme un moyen non sans biais de mesure de l'activité académique et des possibilités d'avancement (accès aux postes, soutien financier des projets de recherche, augmentation du revenu, notoriété,,).
Précisément, sont mis en cause les indicateurs bibliométriques, tels l'indice h ou g (en), fondés sur le nombre de publications et de citations de celles-ci par d'autres auteurs, la prééminence du facteur d'impact des revues dans lesquelles l'auteur publie, ainsi que le processus d'évaluation par les pairs. Les parutions reconnues des pairs apportent des avantages à leurs auteurs et à l'institution qui les emploie. Cette dernière peut voir ses revenus corrélés aux publications du chercheur.
Ceux qui enseignent à des élèves qui ne sont pas inscrits dans les cycles supérieurs ou qui complètent des expériences qui ne cadrent pas avec les orientations des publications scientifiques peuvent voir leurs chances d'avancement réduites. La pression imposée par cette approche serait l'une des causes de la piètre qualité de maintes publications scientifiques,.

## Variantes de l'expression
- « Publier ou mourir »[7]
- « Publier pour exister »[8]
- « Publier ou crever »

## Histoire
La première utilisation de cette expression dans un contexte universitaire remonte à un article de journal de 1928,. L'expression réapparait en 1932, dans Archibald Cary Coolidge: Life and Letters, de Harold Jefferson Coolidge. et en 1938 dans une publication universitaire. Selon Eugene Garfield, la première apparition de l'expression dans un contexte académique date de 1942, dans le livre de Logan Wilson, The Academic Man: A Study in the Sociology of a Profession.
L'approche « publier ou périr » existe depuis les années 1960. Puis les publications scientifiques explosent au cours des années 1980 quand les administrateurs des universités se mettent à mesurer la « productivité » de leurs collègues au nombre de leurs publications, et quand les promotions et crédits de recherche commencent à dépendre de ces évaluations quantitatives. On voit alors se multiplier des pratiques contraires à un certain nombre de principes de base : publications multiples pour un travail donné (technique du « saucissonnage » : publications « salami », les résultats d'une recherche étant découpés en leurs plus petites unités publiables (en) possibles), articles multi-auteurs, thèses réduites à une succession d'articles publiables, voire manipulations de résultats, fraudes et plagiats. En 2012, ce phénomène touche les étudiants des cycles supérieurs.
Au début du XXIe siècle, « la diffusion des écrits scientifiques est soumise à de profondes mutations liées à la fois à la mondialisation de la science et aux avancées technologiques permises par Internet ». Lors de colloques, des chercheurs en psychologie feraient de multiples présentations centrées sur les mêmes sujets, mais sous des titres différents et en inversant les noms des présentateurs. « Il n’est pas non plus rare […] de trouver de nombreuses publications sur une thématique à la mode mais dont aucune n’apporte rien de nouveau. »
« Publier est un enjeu majeur pour les chercheurs : c'est par ce moyen qu'ils font connaître leurs travaux, sont reconnus par les collègues de leur discipline, progressent dans leur carrière, obtiennent des financements. »